# Pas d'inquiétude
 (mars 2014).
Si vous disposez d'ouvrages ou d'articles de référence ou si vous connaissez des sites web de qualité traitant du thème abordé ici, merci de compléter l'article en donnant les références utiles à sa vérifiabilité et en les liant à la section « Notes et références ».
Pour plus de détails, voir Fiche technique et Distribution.
Pas d'inquiétude est un téléfilm français réalisé par Thierry Binisti et diffusé le 9 avril 2014 sur France 2. Le tournage a été effectué de fin février à fin mars 2013.

## Synopsis
À Lyon, Claire et Marc ont deux enfants, Lisa, 14 ans et Rémy, 11 ans. Marc travaille dans une imprimerie et Claire a trouvé un emploi à l'essai dans un cabinet d'architecte. Ils viennent d'acheter à crédit un pavillon lorsque Rémy présente les symptômes d'une leucémie qui va en empirant. Le garçon est hospitalisé, les parents utilisent toutes les ressources qu'ils ont pour se relayer à son chevet, mais vite leurs revenus sont amputés et ils vont devoir revendre leur maison.
La situation devient impossible, créant une mésentente dans le couple. C'est alors qu'un mouvement de solidarité se crée dans l'imprimerie, les collègues de Marc décident d'allouer leurs RTT sur son compte afin de lui permettre de soutenir son fils dans son lourd traitement.
Le scénario est inspiré d'une libre interprétation du livre de Brigitte Giraud Pas d'inquiétude, paru en 2011 et relatant une histoire vraie. C'est à la suite de ce fait initial qu'une loi permet aux salariés de faire bénéficier un collègue de leurs RTT pour résoudre un problème familial grave.

## Fiche technique
- Titre original : Pas d'inquiétude
- Réalisation : Thierry Binisti
- Scénario : Jérôme Larcher
 d'après l'œuvre de Brigitte Giraud
- Photographie : Jako Raybaut
- Montage : Régine Leclerc
- Son : Eric Masson
- Production : Hélène Delale
- Sociétés de production : Italique productions, France Télévision
- Pays d’origine : France
- Langue : Français
- Durée : 90 minutes
- Genre : Drame
- Date de diffusion : 9 avril 2014 sur France 2

## Distribution
- Diego Jaspard : Rémy
- Isabelle Carré : Claire, la mère de Rémy
- Grégory Fitoussi : Marc, le père de Rémy
- Michèle Bernier : Véra, l'infirmière
- Alexandre Carrière : Tony, le supérieur de Marc à l'imprimerie
- Arielle Moutel : Lisa, la sœur de Rémy
- Jacques Chambon : Le médecin généraliste
- Rayane Bensetti : Sofiane

## Sources
1. ↑  « Casting enfants pour le téléfilm Pas d'inquiétude pour France 2 réalisé par Thierry Binisti », sur BookMe (consulté le 16 septembre 2020).